# 小前田駅
小前田駅（おまえだえき）は、埼玉県深谷市小前田にある秩父鉄道秩父本線の駅である。駅番号はCR18。

## 歴史
- 1901年（明治34年）10月7日：開業。
- 2022年（令和4年）3月12日：ICカード「PASMO」の利用が可能となる[1]。同時に無人化[1]。

## 駅構造
単式ホーム1面1線と島式ホーム1面2線の合計2面3線を有する地上駅。木造駅舎を有する。
無人駅。簡易PASMO改札機・PASMOチャージ機設置駅。無人化以前は業務委託駅（管理駅：熊谷駅）だった。

### のりば
| 番線 | 路線                             | 方向                             | 行先                             |
| ---- | -------------------------------- | -------------------------------- | -------------------------------- |
| 1    | ■秩父線                          | 下り                             | 秩父・三峰口方面                 |
| 2    | ■秩父線                          | 上り                             | 熊谷・羽生方面                   |
| 3    | （貨物列車待機および追い抜き用） | （貨物列車待機および追い抜き用） | （貨物列車待機および追い抜き用） |

急行「秩父路」は通常1・2番線を通過するが、各駅停車を追い抜く場合に限り、3番線を通過する。

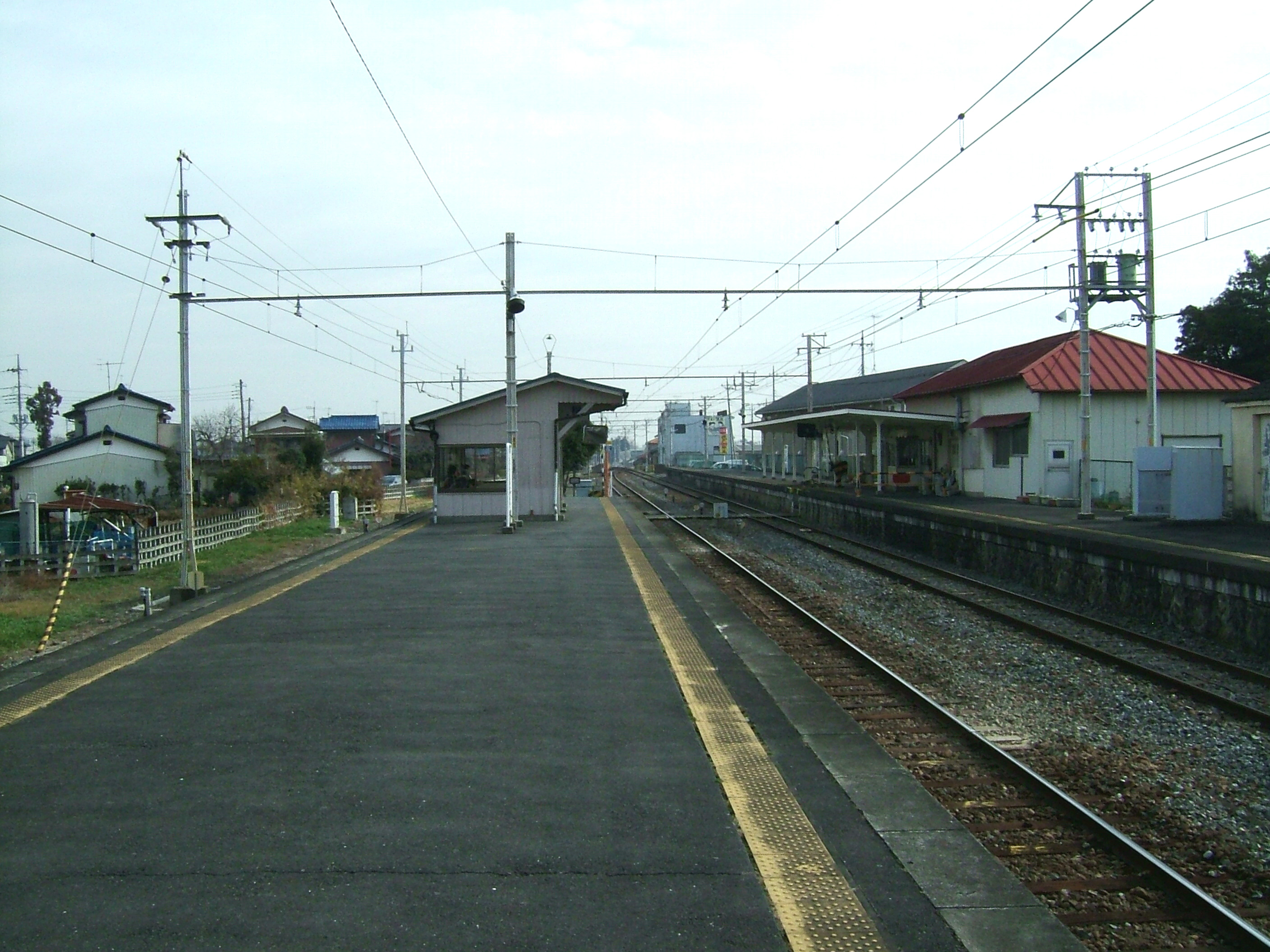
ホーム（2008年1月）

## 利用状況
- 2019年度の1日平均乗車人員は512人である。

| 年度               | 乗車人員 （1日平均） |
| ------------------ | -------------------- |
| 2009年（平成21年） | 598                  |
| 2010年（平成22年） | 558                  |
| 2011年（平成23年） | 533                  |
| 2012年（平成24年） | 537                  |
| 2013年（平成25年） | 545                  |
| 2014年（平成26年） | 548                  |
| 2015年（平成27年） | 536                  |
| 2016年（平成28年） | 532                  |
| 2017年（平成29年） | 556                  |
| 2018年（平成30年） | 538                  |
| 2019年（令和元年） | 512                  |

## 駅周辺
- 深谷市役所花園総合支所（旧・花園町役場）
- 寄居警察署小前田駐在所
- 深谷市花園公民館
- 花園こども情報交流図書館
- 農業協同組合花園農業協同組合本所
- 深谷市立花園中学校
- 深谷市立花園小学校
- 花園郵便局
- 埼玉県道175号小前田児玉線 - 当駅前を通る
- 国道140号
- 花園フォレスト
- 三菱電機ホーム機器本社

## 珍名駅

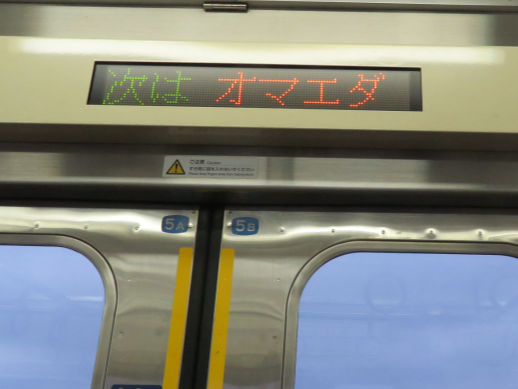
車内で見ることができる「次はオマエダ」表示

次駅案内で駅名をカタカナ表記すると「次はオマエダ（次はお前だ）」となり、まるで脅迫されているかのような様子から、珍地名、珍名駅の一つとして紹介されることがある。

## 隣の駅
秩父鉄道
■秩父本線
□SLパレオエクスプレス・■急行「秩父路」
通過
□各駅停車
ふかや花園駅 (CR17) - 小前田駅 (CR18) - 桜沢駅 (CR19)